# Ignacio Palmerola

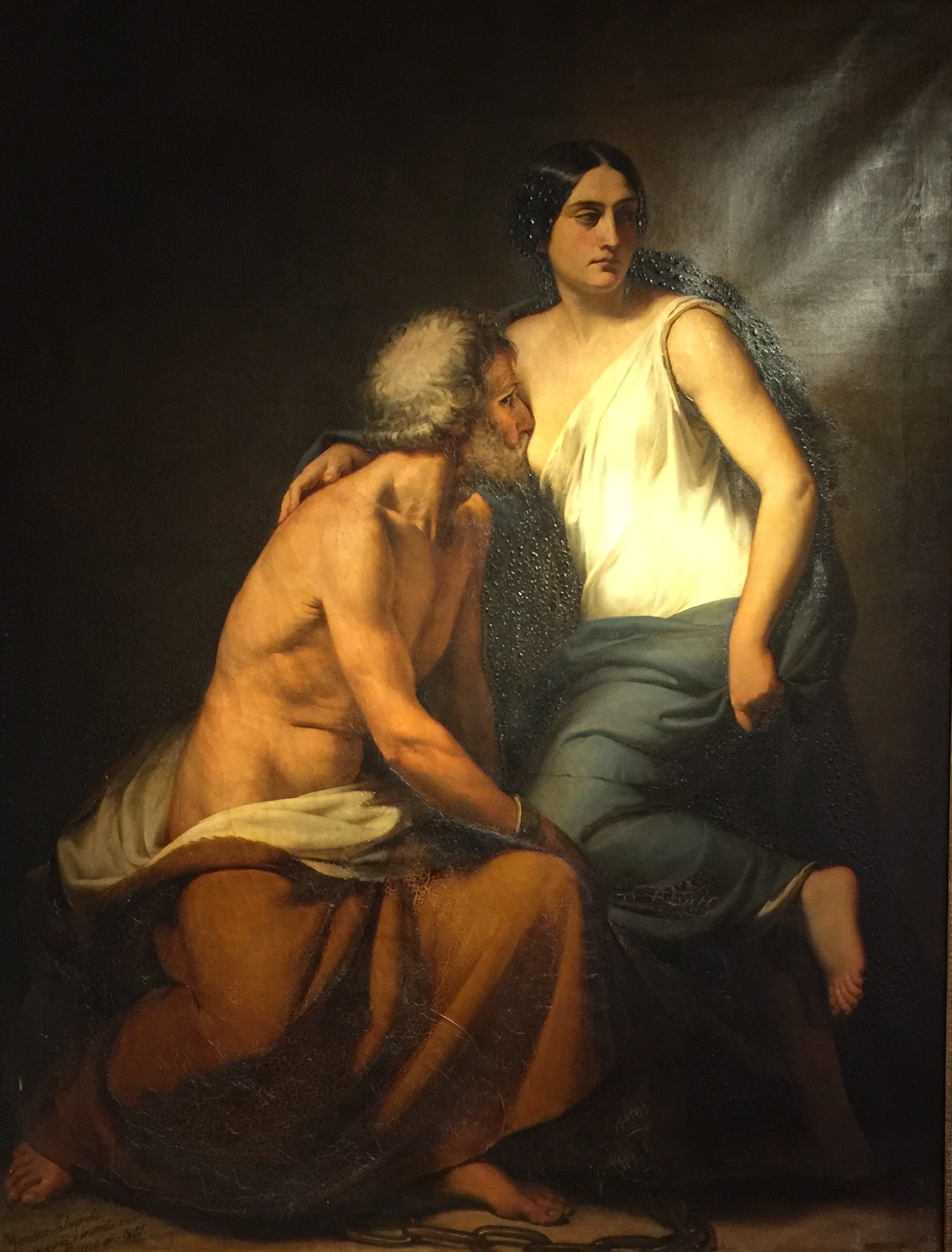
La caridad romana, 1851. Óleo sobre lienzo, 196 x 149 cm, Játiva, Museo del Almudín, en depósito del Museo del Prado.

Ignacio Palmerola (Barcelona, c. 1808-Roma, 20 de marzo de 1863), pintor y escultor español.
Formado en la Escuela de la Lonja de Barcelona, en la que tuvo como profesor de dibujo a Damià Campeny, en la Exposición de bellas artes de Barcelona de 1826 fue premiado con medalla de plata por tres esculturas en yeso representando a Jesús llevando la cruz, Moisés y un Pie colosal. De allí, según Ossorio y Bernard, habría pasado a completar su formación en la Real Academia de Bellas Artes de San Fernando de Madrid.
En 1831 se encontraba en Roma pensionado por Gaspar Remisa, según el testimonio de Sinibaldo de Mas, quien, en una nota a su dedicatoria de la tragedia Aristodemo al financiero y mecenas, mencionaba a Palmerola, «condiscípulo y amigo mío: joven catalán de brillante disposición para la escultura: se halla actualmente en Roma pensionado por el mismo [Remisa]».
Fijada su residencia en Roma, presentó a la exposición de bellas artes celebrada en Madrid en 1848 varios bocetos y estudios de costumbres italianas, a la de 1850 una copia de la Virgen del pajarito de Rafael, cuyo original se encuentra en la Galleria degli Uffizi de Florencia, y La caridad romana a la de 1856, por la que obtuvo mención honorífica y mereció ser adquirida por el Estado para Museo nacional de pinturas (Museo del Prado).
A la muerte de Campeny, en 1855, compitió con Venancio Vallmitjana y Andreu Aleu por la plaza de profesor de modelaje dejada vacante por aquel en la Escuela de la Lonja. El concurso-oposición, que debía celebrarse en Madrid, resultó controvertido. Palmerola, el de mayor edad, era, al parecer, el aspirante preferido por el tribual, que retrasó la convocatoria con objeto de darle tiempo a llegar desde su residencia en Roma. Hecha la convocatoria se les propuso a los candidatos modelar una escultura de cinco pies con el tema de Abel muerto. Aunque la opinión general, expresada incluso tumultuariamente por artistas como Benito Mercadé, Francisco Sans Cabot y Raimundo de Madrazo, fue enteramente favorable al trabajo presentado por Vallmitjana, el tribunal dio el primer lugar a la pieza de Palmerola y la plaza en disputa fue finalmente otorgada a Aleu.
Falleció en el hospicio de la iglesia de Santa María de Montserrat de los Españoles. La Gaceta de Madrid de 2 de mayo de 1863 informaba del fallecimiento en Roma el día 20 de marzo último de Ignacio Palmerola, «artista pintor, soltero, de 55 años de edad y a quien se suponía natural de Barcelona». La nota de la embajada española en la capital italiana daba cuenta de que había fallecido sin dejar testamento y avisaba de ello a quienes acreditasen derecho a la «corta herencia» del difunto para que se personasen por sí o por medio de apoderado. Todo lo que dejaba era «una insignificante cantidad en metálico», pequeñas deudas y algunos muebles, libros, estampas y cuadros «de escaso mérito».